# Fredi Bobić
Fredi Bobić (Maribor, 30. listopada 1971.) bivši je njemački nogometni reprezentativac. 

## Djetinjstvo
Sin je majke Hrvatice i oca Slovenca. S roditeljima se seli u Njemačku i provodi djetinjstvo u Baden-Württembergu. Godine 1977. počinje se baviti nogometom u VfR Bad Cannstattu (Stuttgart), 1980. godine prelazi u VfB Stuttgart. Nakon šest godina u VfBu nastavlja amatersku karijeru kod gradskog konkurenta Stuttgarter Kickers, s kojim osvaja amaterski kup Njemačke. 
To mu je najveći amaterski uspjeh. Nogometni uzori bili su mu Hansi Müller i Marco van Basten. 
Za njemačku nogometnu reprezentaciju odigrao je 37 utakmica i zabio 10 golova. S Elfom je osvojio zlatnu medalju na EURO-u u Engleskoj 1996. godine. Bio je najbolji strijelac njemačke Bundeslige. Posebno veliki utisak ostavio je igrajući u velikim njemačkim klubovima - Stuttgartu, Borussiji Dortmund i Herthi. Sa Stuttgartom je osvojio Njemački kup 1997. godine. S Borrusijom iz Dortmunda je bio prvak Njemačke Bundeslige 2002. godine. Igrao je i za Bolton u Engleskoj Premier ligi. Na kraju karijere zaigrao je za Rijeku, klub iz Hrvatske, države iz koje potiče. S Rijekom je osvojio Hrvatski kup te 2. mjesto u 1. Hrvatskoj nogometnoj ligi. 

## Vanjske poveznice
- Službene stranice Fredija Bobića